# Olesicampe decora
Olesicampe decora är en stekelart som först beskrevs av Henry Lorenz Viereck 1925.  Olesicampe decora ingår i släktet Olesicampe och familjen brokparasitsteklar. Inga underarter finns listade i Catalogue of Life.